# Жигачёвка
Жигачёвка — посёлок в Покровском районе Орловской области.
Входит в состав Топковского сельского поселения.

## География
Расположен севернее села Смирные на речке, впадающей в реку Винница.
Просёлочная дорога соединяет Жигачёвку со Смирным. В посёлке имеется одна улица: Еловая.

## Население
| 2010 |
| ---- |
| 0    |